# Катастрофа DC-9 под Палермо
Катастрофа DC-9 под Палермо — крупная авиационная катастрофа, произошедшая ночью в субботу 23 декабря 1978 года. Авиалайнер McDonnell Douglas DC-9-32 авиакомпании Alitalia выполнял внутренний рейс AZ-4128 по маршруту Рим — Палермо, но при заходе на посадку рухнул в Тирренское море в 10 километрах от аэропорта Палермо. Из 129 человек (124 пассажиров и 5 членов экипажа) на его борту погибли 108.
Событие также известно как Катастрофа в Пунта-Раиси (итал. Disastro di Punta Raisi).

## Самолёт
McDonnell Douglas DC-9-32 (регистрационный номер I-DIKQ, заводской 47227, серийный 334) был выпущен 29 мая 1968 года. 31 мая авиалайнер был передан заказчику — итальянской национальной авиакомпании Alitalia, где он также получил имя Isola di Stromboli. На нём были установлены два турбореактивных двигателя Pratt & Whitney JT8D-9.

## Экипаж
Состав экипажа рейса AZ-4128 был таким:
- Командир воздушного судна (КВС) — Серджо Черрина (итал. Sergio Cerrina). Налетал 5515 часов, 418 из них на McDonnell Douglas DC-9.
- Второй пилот — 49-летний Никола Бонифачо (итал. Nicola Bonifacio). Налетал 2277 часов, 173 из них на McDonnell Douglas DC-9.

В салоне самолёта работали три бортпроводника:
- Аннализа Буфакки (итал. Annalisa Bufacchi), 24 года.
- Винченсо Д'Аффлитто (итал. Vincenso D'Afflitto), 36 лет.
- Марио Рифани (итал. Mario Rifani), 29 лет.

## Катастрофа
Самолёт выполнял дополнительный внутренний пассажирский рейс AZ-4128 из Рима в Палермо, назначенный в связи с рождественскими праздниками. Примерно в 00:02 со 124 пассажирами и 5 членами экипажа на борту лайнер вылетел из аэропорта Фьюмичино и направился к Сицилии, пилотирование осуществлял второй пилот.
Приблизившись к Палермо, экипаж начал выполнять заход на полосу №21 аэропорта Пунта-Раиси. В 00:34 экипаж сообщил диспетчеру подхода о прохождении на высоте 4000 футов (1,2 км) точки Guffy, которая расположена в 16,5 милях к северо-востоку от радиомаяка аэропорта. Затем пилоты увидели аэропорт и ускорили снижение, так как решили, что они уже достаточно близко. После доворота на посадочный курс 206°, когда до полосы, по мнению экипажа, оставалось пара миль, пилоты перешли на визуальный полёт, фактически прекратив следить за приборами. В районе Палермо в это время видимость была более 10 километров, ветер южный, порывы южного и юго-западного направления более 30 узлов, переменная дождевая облачность, к западу от аэропорта ливневый дождь. Не видя ориентиров близ себя, а только огни города и аэропорта вдалеке, экипаж за 20 секунд до происшествия снизился ниже высоты 200 футов (61 метр), о чём их тут же предупредил сигнал высотомера. Тем не менее авиалайнер в посадочной конфигурации с выпущенными шасси продолжил снижение в полной темноте и достиг высоты около 150 футов (46 метров), на которой летел на протяжении порядка 9 секунд. Затем боковой порыв качнул самолёт. Потеряв и так уже небольшую высоту, рейс AZ-4128 при фактическом удалении 10 километров от аэропорта и в 3 километрах от Палермо врезался правой плоскостью крыла и правой стойкой основного шасси в поверхность Тирренского моря и разрушился. Прибывшие к месту катастрофы рыболовецкие лодки спасли только 21 пассажира. Все остальные 108 человек на борту самолёта (все 5 членов экипажа и 103 пассажира) погибли.

## Расследование
Причиной катастрофы была названа дезориентация пилотов, которые неверно определили расстояние до аэропорта, в связи с чем начали преждевременное снижение, при этом на данном этапе не следя за показаниями приборов. Был отмечен и малый опыт полётов на лайнере McDonnell Douglas DC-9 у обоих пилотов — пилотирование осуществлял второй пилот, который проработал 7 лет бортинженером (на Boeing 747 и McDonnell Douglas DC-10), но затем всего 3 месяца пилотом, при этом его налёт на DC-9 составлял 173 часа; командир же имел большой лётный опыт, но преимущественно на самолётах Sud Aviation Caravelle (3296 часов из общих 5515), тогда как налёт на DC-9 составлял всего 418 часов.
Сопутствующей причиной катастрофы стало наличие в аэропорту только первичного радиолокатора, который не отображал на экране данные с самолётных ответчиков, в том числе высоту, а также из-за рельефа местности не отображал северный и западный сектора воздушной зоны аэропорта.